# Chiesa di Sant'Eusebio (Moncrivello)
La chiesa di sant'Eusebio è la parrocchiale di Moncrivello, in provincia ed arcidiocesi di Vercelli; fa parte del vicariato di Santhià.

## Storia
La prima citazione di una chiesa a Moncrivello, menzionata come Plebem Montiscaurelli, è nella bolla del 1186 di papa Urbano III.

Nel 1298 l'Ecclesia de Monte Caprello veniva definita maggiorato e il suo rettore portava il titolo di parochus maior.
Nella relazione della visita pastorale compiuta nel XVIII secolo dal vescovo Vittorio Maria Baldassare Gaetano Costa d'Arignano si legge che la chiesa, intitolata a sant'Eusebio, era spoglia di ornamenti e che era a tre navate divise da colonne in mattoni e che, inoltre, la parrocchia era di libera collazione.
Verso la metà del XIX secolo l'antica pieve fu demolita per far posto alla nuova parrocchiale, la prima pietra della quale venne posta nel 1856; l'edificio fu disegnato dal vercellese Antonio Malinverni, che si ispirò al suo precedente progetto per la chiesa di Pezzana. La solenne consacrazione venne celebrata nel 1858 dall'arcivescovo Alessandro d'Angennes.
Nel 1897 don Giovanni Perotti relazionò che l'edificio si presentava in ottimo stato, anche se non era sufficiente a contenere tutti i fedeli, che ammontavano a tremila mentre ne poteva ospitare circa duemila.
Nel 1970 l'arcivescovo Albino Mensa visitò la chiesa e la trovò in condizioni molto buone, relazionando che il battistero e il presbiterio erano stati risistemati pochi anni prima.

## Descrizione

### Facciata
La facciata della chiesa, che volge a mezzogiorno, è in stile neoclassico ed è suddivisa da una cornice modanata in due registri, dei quali quello inferiore presenta una larghezza maggiore ed è scandito da quattro semicolonne dotate di capitelli d'ordine ionico sorreggenti la trabeazione, e quello superiore invece è caratterizzato da una finestra di forma semicircolare ed è coronato dal timpano triangolare.

### Interno
L'interno dell'edificio, la cui pianta è a croce latina, si compone di un'unica navata, che è coperta da volta a botte, così come pure nel transetto; nel punto in cui si incontrano la navata e il transetto è presente una volta a catino, struttura che si trova pure nella cappella laterale di San Giovanni Bosco.
Al termine dell'aula vi è il presbiterio, rialzato di tre gradini, caratterizzato da volta a vela e chiuso dall'abside semicircolare.